# Goesev (stad)
Goesev (Гусев; Duits tot 1946: Gumbinnen, Litouws: Gumbinė, Pools: Gąbin of Głąbin) is een stad in de Russische oblast Kaliningrad. De plaats ligt in de buurt van de grens met Litouwen, ten oosten van Tsjernjachovsk. De stad had 28.467 inwoners bij de volkstelling van 2002.

## Geschiedenis
Tot 1945 was Gumbinnen een plaats in het Duitse Oost-Pruisen. De eerste schriftelijke vermelding van Gumbinnen bevindt zich in een oorkonde uit 1580. De naam Gumbinnen is waarschijnlijk afgeleid van het Litouwse woord voor kreupelhout.
Tot in de 16de eeuw lag Gumbinnen in het schaars bewoonde en gekoloniseerde oostelijke deel van Oost-Pruisen. De Duitse Orde die hier landsheer was noemde het gebied de ‘Wildnis’. Pas na 1525 worden enkele plaatsen met name aangegeven: Gumbinnen in 1580 als een Litouws woord verwijzend naar kreupelhout. Het oosten van Oost-Pruisen werd toen door Litouwers bewoond. De bevolking werd gedecimeerd door de Tatareninvallen in 1656, en de epidemieën die daar het gevolg van waren, en een nieuwe pestepidemie in 1709. Koning Frederik Willem I van Pruisen besloot een herbevolkingsprogramma onder de naam ‘retablissement’ door te voeren. Gumbinnen werd daarvoor een centrale plaats en kreeg in 1724 stadsrechten. Nieuwe bewoners waren Zwitserse mennonieten en uit Salzkammergut verdreven lutheranen. Ook Schotten en hugenoten kwamen van andere plaatsen uit Duitsland hierheen door de gunstige vestigingsvoorwaarden. Toen telde de nieuwe stad 2.000 inwoners. Russische troepen bezetten de stad na 1757 tijdens de Zevenjarige Oorlog en Franse troepen na 1807. De stad werd toen uitvalsbasis voor Napoleons tocht naar Rusland in 1812. Inmiddels telde ze 4.500 inwoners en dezen zouden zich in 1870 verdubbeld hebben. Deze groei was te danken aan de legering van een garnizoen en de vestiging van bestuurlijke instellingen voor het ‘Regierungsbezirk’ Gumbinnen dat het gehele oostelijk deel van Oost-Pruisen omvatte. Een aansluiting op de ‘Preussische Ostbahn’ kwam al in 1860 tot stand en industrieën vestigden zich, als laatste een moderne elektriciteitscentrale voor dit deel van Oost-Pruisen. 
Rusland viel in augustus 1914 Oost-Pruisen binnen als eerste zet in de Eerste Wereldoorlog, en bezette Gumbinnen waarvoor de bevolking voor een groot deel vluchtte. De Slag bij Gumbinnen vond toen plaats en 2.000 Russische en 2.100 Duitse soldaten vonden daarin de dood. De stad werd voor een deel verwoest. Na de definitieve Slag van Tannenberg trokken de Russen zich weer terug. Na de oorlog werd de stad herbouwd en groeide ze tot 22.000 inwoners in 1939. 
Eind oktober 1944 naderden het Rode Leger de stad, en de bevolking begon met een vlucht die mogelijk werd gemaakt doordat de Wehrmacht tot in januari 1945 stand kon houden. Na de inname werd het restant van de bevolking geïnterneerd en in later jaren uitgewezen, zie Verdrijving van Duitsers na de Tweede Wereldoorlog). De stad werd grotendeels afgebroken behalve enkele grotere bestuursgebouwen en kwam in het door Rusland geannexeerde deel van Oost-Pruisen, in de Oblast Kaliningrad te liggen. Zij kreeg een nieuwe naam naar kapitein Sergej Iwanowitsch Gussew die in januari was omgekomen. Industrieën en de opheffing van dorpen in de omgeving brachten een nieuwe Russische  bevolking in 1980 op het vooroorlogse aantal en in 2000 werd een getal van 29.000 gehaald maar sindsdien zet een daling in.

## Geboren in Gumbinnen-Goesev
- Julius Moser (1805–1879), genreschilder in Parijs en Rome, mede-oprichter van de ‘Deutsche Künsterverein’
- Otto von Corvin (1812–1886), Pruisisch officier, een van de leiders van de revolutionaire ‘Deutsche Demokratische Legion’ dat het Duitse parlement in Frankfurt na zijn ontbinding in 1849 gewapend verdedigde
- Richard Friese (1854–1918), hoogleraar in de ‘Preussische Akademie der Künste’
- Gotthard Heinrici (1886–1971), officier in de Eerste Wereldoorlog, sloot zich in 1925 bij de NSDAP en werd, nadat hij het Rode Leger in de Tweede Wereldoorlog aan het oostfront zware slagen had toegebracht, een gelauwerd generaal
- Oleg Gazmanov (*1951), zanger
- Wladimir Wdowitschenkow (*1971), filmer

Bestuurlijk centrum: Kaliningrad

Bagrationovsk · Baltiejsk · Goerjevsk · Goesev · Gvardejsk · Krasnoznamensk · Ladoesjkin · Lozovoje · Mamonovo · Neman · Nesterov · Ozjorsk · Pionerski · Polessk · Pravdinsk · Slavsk · Sovjetsk · Svetlogorsk · Svetly · Tsjernjachovsk · Vesjoloje · Zelenogradsk